# Instabilità della calotta glaciale marina
L'instabilità della calotta glaciale marina (in inglese: Marine ice sheet instability, MISI) è un meccanismo proposto per la prima volta alla fine degli anni 1970 da J. Weertman che descrive la potenziale incontrollata e rapida destabilizzazione delle calotte glaciali site al di sotto della superficie marina. Tale meccanismo è stato rapidamente identificato come uno dei mezzi con cui il graduale riscaldamento antropogenico potrebbe condurre a un significativo innalzamento del livello dei mari. In Antartide, le calotte glaciali del bacino subglaciale Aurora e del bacino di Wilkes, nonché una parte della calotta glaciale dell'Antartide occidentale, poggiano su una superficie sottomarina e sono quindi intrinsecamente soggette alla MISI.

## Generalità
Il termine "calotta glaciale marina" descrive una calotta glaciale la cui base poggia su una superficie posta al di sotto della superficie marina, mentre "instabilità della calotta glaciale marina" descrive la natura precaria intrinseca delle calotte glaciali marine a causa del principio di Archimede. Infatti, essendo l'acqua di mare più densa del ghiaccio, le calotte glaciali marine possono rimanere stabili solo se il ghiaccio che le compone è abbastanza spesso da avere una massa che supera la massa dell'acqua di mare da esso spostata. In altre parole, ovunque esista ghiaccio sotto la superficie marina, esso è mantenuto in posizione solo dal peso del ghiaccio sopracqueo (detto anche "subaereo"). Quando una calotta glaciale marina inizia a sciogliersi, il peso del ghiaccio sopracqueo diminuisce e, se la fusione provoca un assottigliamento superiore a una soglia critica, lo spessore totale del ghiaccio, e quindi il suo peso, finisce per non essere più sufficiente a impedire al ghiaccio sottomarino di sollevarsi dal fondale permettendo all'acqua di penetrare sotto di esso e quindi di dare inizio anche a una fusione basale. A tale sollevamento del ghiaccio corrisponde un arretramento della linea di terra, ossia del confine tra la calotta glaciale che poggia a terra e quella che invece galleggia e che è quindi non più identificata come una calotta ma come una piattaforma di ghiaccio galleggiante. In condizioni di stabilità, la quantità di ghiaccio che scorre oltre la linea di terra corrisponde inizialmente alla produzione di ghiaccio dovuta al fluire della neve a monte; quando però la linea di terra si sposta all'indietro a causa di una fusione (che può essere ad esempio dovuta al contatto del ghiaccio con acqua sufficientemente calda) e del sopraccitato meccanismo, si viene a creare una situazione in cui la calotta glaciale in corrispondenza della nuova posizione della linea di terra è più spessa rispetto a prima e quindi, a seconda della pendenza della superficie delle calotta, la quantità totale di ghiaccio che scorre nella piattaforma galleggiante può aumentare, facendo perdere ulteriore massa al ghiaccio sopracqueo della calotta e dando così un ulteriore stimolo a un nuovo spostamento all'indietro della linea di terra, creando quindi di fatto un meccanismo auto-rinforzante che è causa di instabilità.

La sopraccitata fusione basale a cui vanno incontro le piattaforme galleggianti a causa del contatto della loro base con acqua sempre più calda, poi, provocando un assottigliamento delle stesse fa sì che l'effetto "tappo" svolto dalle piattaforme glaciali, che con la loro massa frenano il fluire del ghiaccio dalla terraferma, venga meno. Ciò porta quindi a un aumento di velocità del sopraccitato flusso, che si somma a quello precedentemente descritto provocando un'ulteriore diminuzione della massa della calotta.

## Instabilità della scogliera di ghiaccio marina

Il crollo di una scogliera glaciale marina.

Un processo correlato alla MISI e che può agevolarla è quello conosciuto come instabilità della scogliera di ghiaccio marina (in inglese: Marine Ice Cliff Instability, MICI). Date le caratteristiche fisiche del ghiaccio, infatti, le scogliere di ghiaccio subaereo che superano i ~90 metri di altezza sono suscettibili di collassare sotto il proprio peso, diminuendo quindi il peso della calotta e aumentandone l'instabilità, con il rischio di innescarne un incontrollato e veloce ritiro. Nel caso di una calotta glaciale marina con un letto inclinato verso l'entroterra, il cedimento della scogliera di ghiaccio subaereo rimuove il ghiaccio periferico e ciò, oltre alla già citata perdita di massa, con la creazione di un nuovo fronte porta anche all'esposizione al contatto con l'acqua di scogliere di ghiaccio più alte e instabili, perpetuando ulteriormente il ciclo di crolli e ritiro del fronte di ghiaccio. Oltre che dal suo stesso peso, il crollo di una scogliera di ghiaccio viene agevolato, e quindi velocizzato, dalla stagnazione dell'acqua di disgelo (o "di fusione") che si viene a formare sulla superficie della calotta nonché dall'ulteriore fusione innescata da tale acqua quando essa cola nelle fessure e nelle spaccature presenti sulla superficie, fenomeno, quest'ultimo, che porta alla cosiddetta idrofrattura.

## Riscaldamento degli oceani

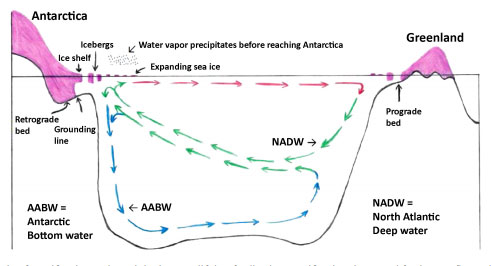
Uno schema dei crescenti effetti della stratificazione e della precipitazione. Stratificazione: l'aumentato flusso di acqua dolce dovuto allo scioglimento dei ghiacci riduce la densità dell'acqua marina superficiale, riducendo quindi la formazione dell'acqua di fondo dell'Oceano antartico (in figura citata com AABW), intrappolando il calore dell'acqua profonda del Nord Atlantico (in figura citata come NADW) e aumentando ulteriormente la fusione delle piattaforma glaciale. Precipitazione: l'aumentato flusso di acqua raffredda l'acqua di mare, aumentando l'area occupata dalla banchisa e facendo sì che le precipitazioni avvengano prima di raggiungere l'entroterra antartico, di fatto quindi riducendo la crescita della calotta polare e la salinità dell'acqua oceanica superficiale. A causa dei loro letti retrogradi, ossia inclinati verso l'entroterra, si ritiene che le calotte dell'Antartide Occidentale e del bacino di Wilkes, nell'Antartide Orientale, siano le più vulnerabili a questi meccanismi.

Stando a uno studio pubblicato nel 2016, la fredda acqua di fusione proveniente dallo scioglimento dei ghiacci, raffreddando lo strato di acqua marina superficiale e diminuendone la salinità, e di conseguenza la densità, lo rende simile a una specie di copertura, causando poi un incremento del riscaldamento sottosuperficiale che va a colpire le acque più profonde e facilita quindi lo scioglimento dei ghiacci.
Un'altra teoria avanzata nel 2007 riguardo l'aumento del riscaldamento dell'acqua profonda sostiene che i cambiamenti nei flussi di circolazione dell'aria abbiano portato a un aumento dell'acqua oceanica calda e profonda che risale lungo la costa dell'Antartide e che questa acqua calda abbia incrementato lo scioglimento delle piattaforme glaciali. Una simulazione effettuata su un modello computerizzato della circolazione oceanica ha mostrato come i cambiamenti nei venti possano agevolare l'incanalamento dell'acqua in profondi canyon sottomarini, dirigendola verso le piattaforme glaciali generate dai ghiacciai quando il flusso di questi entra in mare.

## Osservazioni
Nell'Antartide Occidentale i ghiacciai Thwaites e Pine Island sono stati identificati come potenzialmente soggetti alla MISI ed entrambi hanno mostrato, negli ultimi decenni, un assottigliamento progressivo e sempre più veloce. Nell'Antartide Orientale, il ghiacciaio Totten, il cui bacino di alimentazione ha una massa subaerea paragonabile a quella dell'intera calotta dell'Antartide Occidentale, è il più vasto dei ghiacciai conosciuti a essere soggetto alla MISI. È stato osservato che, negli ultimi decenni, il Totten ha continuato a perdere massa con un andamento monotono, il che suggerisce la possibilità di un rapido ritiro in un futuro decisamente prossimo, anche se è comunque noto che la piattaforma glaciale del Totten abbia un comportamento piuttosto dinamico su scala stagionale e interannuale. L'unico dei grandi bacini glaciali sottomarini antartici che, al 2021, non si ritiene sia sensibile al riscaldamento globale è il bacino di Wilkes, sito anch'esso nell'Antartide Orientale.